# Daniel Günther
Daniel Günther  (født 24. juli 1973 i Kiel) er en tysk politiker (CDU), der siden juni 2017 har været ministerpræsident i delstaten Slesvig-Holsten.
Günther læste statskundskab, økonomi og psykologi på universitetet i Kiel og virkede derefter bl.a. i erhvervsfremmestyrelsen. Fra 2005 til 2012 var han partisekretær for kristdemokraterne i Slesvig-Holsten. 

## Privat og erhverv
Efter at have afsluttet sit abitur i 1993 på skolen "Jungmannschule" i Egernførde, studerede Daniel Günther på Christian-Albrechts-Universität zu Kiel statskundskab, nationaløkonomi og psykologi og afsluttede sit studium med en magistereksamen i statskundskab. Fra 1997 til 1999 var han projektleder ved  erhvervsfremmeselskabet  „Kieler Initiativen“ i Kronshagen. Fra 1998 til 2005 var han rådmand i tilsynsrådet for forsyningsvirksomheden "Stadtwerke Eckernförde", fra april 2003 til august 2005 som stedfortrædene formand.
Han er gift, katolsk og er bosat i Egernførde.
Parret har to børn.

## Politik
Fra 1994 til 1999 var kredsformand for Junge Union Kreis Rendsborg-Egernførde. 
Fra 1998 til 2000 var han stedfortrædene kredsformand for CDU og fra 2006 var han i 10 år deres kasserer. Fra juni 2000 til september 2005 arbejdede han som forretningsfører for CDU-Kredsforbundet Rendsburg-Eckernförde og Neumünster.
Fra 2005 til 2012 var han  forretningsfører for CDU Slesvig-Holsten og fra maj 2013 til oktober 2014 var han forretningsfører for CDU-fondet Hermann Ehlers Stiftung og Hermann Ehlers akademiet, der har sæde i Kiel. 
I 2009 blev han første gang valgt ind i Landdagen i Kiel. Fra 2010 til 2016 var han formand for "CDU-Ortsverband Eckernförde". 
I 2016 blev han landsformand for CDU og spidskandidat ved landsdagsvalget i maj 2017. Fra 28. juni 2017 er han leder af en koalitionsregering bestående af CDU, De Grønne og FDP i Slesvig-Holsten.

## Hæderspriser
Den 3. september 2019 blev Daniel Günther hædret med Dannebrogordenens kommandørkors, for sine særlige fortjenester inden for det tyske-danske samarbejde.